# Аполянка
Аполя́нка — село в Україні, в Бабанській селищній громаді Уманського району Черкаської області. У селі мешкає 430 людей.

## Історія
Село Аполянка розташоване на північному сході Уманського району, за 25 км від районного центру. Межує зі сходу із землями с. Свинарка, із заходу та півночі – із землями с. Гродзеве, с. Гереженівка, с. Доброводи, із південного сходу с. Бабанка.
Площа територіальних меж сільської ради складає 2262,8 га, площа села - 287,1 га. Село Аполянка налічує 403 двори, з яких 204 жилих. Кількість жителів села становить 485 осіб, станом на 01.01.2021 р.
Відомо, що на землях Аполянки в давні часи розташовувалося одне з найбільших поселень часів «Трипільської культури».
Вздовж невеликої річки, що нині має назву Ревуха і протікає з північного заходу на південний схід, простяглася не глибока балка розташована по обидва береги гомінкої річки. Село Аполянка було засноване в середині XVII ст. і було зображене на атласі Речі Посполитої XVI-XVII ст. 
Протягом певного періоду село було «казенним», належало до військових поселень.
За свідченням старожилів у різні часи до населеного пункту жителів переселяли або відселяли з нього до інших населених пунктів.
У 1890 р. було збудовано церковнопарафіяльну школу на кошти громадян.
Під час жовтневої революції в селі особливих подій не відбувалося. Землі, які належали панам Карвовським було розподілено серед безземельних селян.
У 1927 році на території села було організовано спілку обробітку землі (СОЗ) головою якої обрано жителя села Перетейка Трохима Явдокимовича.
Першим головою сільської ради був обраний Бабій Павло Михтодович.
У 1930-1931 рр. в селі було проведено суцільну колективізацію. Був створений колгосп ім. Сталіна, головою якого було обрано Ковальчука Михайла Дем'яновича.
Чорною плямою в історії села стали роки Голодомору 1932-1933 рр. Офіційних даних про кількість жертв голодування не має. Відомо тільки що вимирали цілі сім'ї.
Під час гітлерівської окупації понад 90 юнаків та дівчат були вивезені на роботи до Німеччини.
Третя частина села була спалена фашистськими карателями у січні 1944 р., 16 осіб жителів с. Аполянка та 15 жителів с. Доброводи було розстріляно як заручники в урочищі «Панське».
Понад 100 осіб з понад 300 призваних в армію - не повернулися з фронтів війни. За чотири роки окупації була майже повністю знищена матеріально - технічна база колективного господарства, кожна третя сім’я залишилася без житла.
В повоєнний час був відроджений колгосп ім. Сталіна головою якого був Вегера Марко Юхимович.
Наприкінці 50-х років колгосп був перейменований і став називатися «Правда». На той час господарство очолив житель Шевченко Марко Пилипович,  який обирався депутатом Верховної ради Української РСР.
Кожний колгоспний двір був електрифікований і радіофікований. Господарство належало до найсильніших господарств Бабанського району.
У 60-х роках за кошти колгоспу в селі побудували: дитячий садок – яслі, фельдшерський пункт, контору колгоспу, магазин.
В цей період розпочалося масове будівництво житлових будинків в населеному пункті.
У селі функціонувала школа, збудована ще в 1931 р. У 60-х роках в школі навчалося понад 200 учнів. Кількість жителів села складала 1 270 осіб.
У 1961 р. колгосп почав називатися «Промінь Жовтня». Очолив його Качан Федір Петрович.
У цей період було збудовано більшість господарських споруд, було прокладено бруківку на центральних вулицях села, протягнуто 1,4 км водогону по вулиці Жовтневій (зараз Молодіжна).
Проте, село було віднесено до «не перспективних». Його двічі приєднували до інших сіл на правах «бригадного».
Була закрита сільська рада. Спочатку село було приєднано до Бабанської сільської ради (1964 -1977 рр.), а згодом до Доброводівської сільської ради (з 1977- 1985 рр.).
Колективне господарство ставало «другою бригадою» колгоспу «Шлях до Комунізму» с. Бабанка (1959-1961 рр.) та колгоспу «Прогрес» с. Доброводи (1977-1983 рр.). В цей час в населеному пункті було закрито школу, сільський Будинок культури, бібліотеку.
Після роз’єднання колгоспів у 1983 р. господарство одержало попередню назву колгосп «Промінь Жовтня», який очолив житель села Войтко Василь Євгенович. Село знову ожило.
Було проведено асфальтування доріг у населеному пункті, відновили роботу раніше закритих об'єктів, відбудувалися та облаштувалися об'єкти виробничого призначення. Зроблено вуличне освітлення.
У селі за кошти колгоспу «Промінь Жовтня» було споруджено 17 житлових будинків для працівників сільського господарства.
У 1985 р. відновила роботу Аполянська сільська рада. У 1985 – 1989 роках житель с. Аполянка, механізатор – Громадський Микола Вікторович обирався депутатом Української РСР.
У 1989 р. розпочато будівництво неповної середньої школи та молодіжного центру, які на сьогодні залишаються недобудованими об'єктами.
Майже на 97 % у населеному пункті побудовані дороги з твердим покриттям.
У 1997 р. головою КСПП «Аполянка» було обрано Мальченка Володимира Петровича.
У 2000 р. на базі КСПП «Аполянка» було створено товариство з обмеженою відповідальністю «Прометей»,  директором якого став Мальченко Володимир Петрович.
Село Аполянка в усі часи славилося працьовитими людьми.
У  80-х роках минулого століття депутатом Верховної Ради Української РСР став житель населеного пункту, механізатор Громадський Микола Вікторович.
На сьогодні на території населеного пункту господарює ТОВ «Прометей», яке очолює Мальченко Володимир Петрович. Господарство багатогалузеве.
Воно зберегло і нині примножує кращі традиції виробництва, належить до одного з економічно найсильніших в Уманському районі. Керівник обраний депутатом Уманської районної ради.
Соціальна сфера населеного пункту на сьогодні збережена. Серед об'єктів соціальної сфери — Аполянський ДНЗ (дитячий навчальний заклад), фельдшерський пункт, сільський клуб, сільська бібліотека, магазин «Продтовари» Уманського РайСТ,  магазин – ларьок ПП Ямкова С.Г.
У період з 1988р. по 2020р., що становить більше 32 років, сільським головою с. Аполянка працював Філіпенко Петро Андрійович.
Секретарем сільської ради понад 26 років працювала Войтко Любов Андріївна. 
На даний час, після об’єднання дванадцяти сіл до Бабанської територіальної громади, згідно рішення сесії старостою с. Аполянка обрано Лелеку Ігоря Андрійовича, а діловодом призначено Громадську Ірину Сергіївну.
Спільними силами, при активній допомозі з боку директора ТОВ «Прометей» - Мальченка В.П., народного депутата України – Яценка А.В., депутатів обласної ради та районної ради, постійній підтримці органів районної влади – на території населеного пункту проводяться заходи спрямовані на покращення добробуту населення, підтримання в належному стані закладів соціальної сфери, розташованих на території села, забезпечення нормальної соціально – політичної ситуації в населеному пункті. Перелік населених пунктів, що постраждали від Голодомору 1932—1933 (Черкаська область)